# Người La Man

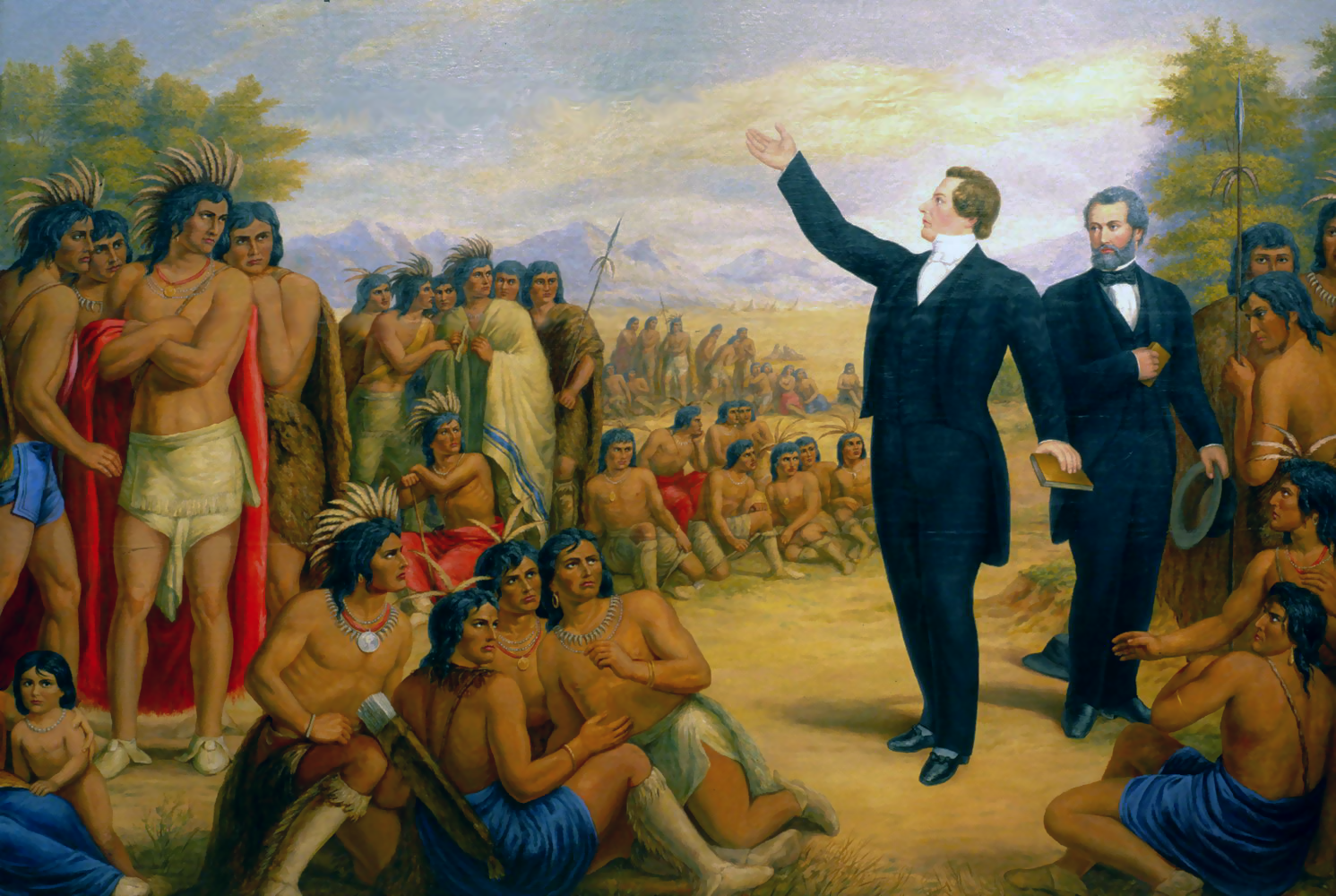
Tranh vẽ Joseph Smith đang thuyết giáo cho người da đỏ, ông cố làm họ tin rằng tổ tiên của người da đỏ chính là người Do Thái đến từ Trung Đông

Người La Man (Lamanites) là một trong bốn dân tộc cổ xưa cùng với dân Gia Rết (Jaredites), Mơ Lếch (Mulekites) và người Nê Phi (Nephites) được mô tả là đã định cư ở châu Mỹ cổ đại (xứ Phong Phú) vào khoảng năm 600 trước Công Nguyên. Điều này đã được ghi chép theo sách Mặc Môn, một văn bản thiêng liêng của phong trào Thánh Hữu Ngày Sau. Dân La Man cũng đóng một vai trò trong những lời tiên tri và mặc khải của Giáo Lý và Giao Ước, một văn bản thiêng liêng khác trong phong trào Thánh Hữu Ngày Sau. Trong câu chuyện của sách Mặc Môn, dân La Man bắt đầu là đối thủ tàn ác của dân Nê Phi công chính hơn, nhưng khi nền văn minh Nê Phi trở nên suy đồi, nó mất đi ân huệ thiêng liêng và bị dân La Man tuyệt diệt. Các tín nhân Thánh Hữu Ngày Sau trong lịch sử đã liên hệ người La Man với các nền văn hóa Người Mỹ bản địa ngày nay.
Ngày nay, nhiều tín nhân Thánh Hữu Ngày sau vẫn coi người Polynesia và người bản địa ở Châu Mỹ khác là người La Man. Một bài báo trên tạp chí Giáo hội năm 1971 tuyên bố rằng người La Man bao gồm người da đỏ ở khắp châu Mỹ cũng như cư dân các đảo ở Thái Bình Dương. Phần giới thiệu không chính thống về ấn bản Sách Mặc Môn của Giáo hội LDS năm 1981 nói rằng "người La Man là tổ tiên chính của người Mỹ da đỏ". Cách diễn đạt đã được thay đổi trong ấn bản Doubleday năm 2006 và các ấn bản tiếp theo do Giáo hội LDS xuất bản, chỉ nói rõ rằng người La Man "là một trong những tổ tiên của người Mỹ da đỏ". Trong Sách Mặc Môn, người Lan Man được mô tả là có làn "da đen" để phân biệt họ với người Nê Phi. Sự thay đổi màu da này thường được nhắc đến cùng với lời nguyền của Chúa đối với con cháu của La Man vì sự độc ác và sa đọa của họ.

## Dẫn luận
Theo Sách Mặc Môn thì có một nhóm các hộ gia đình của Lê Hi (Lehi), được mô tả là một nhà tiên tri Do Thái giàu có; gia đình Ishmael và Zoram đã di cư từ Trung Đông đến Châu Mỹ (xứ Phong Phú) bằng thuyền vượt biển vào khoảng năm 600 trước Công Nguyên. Một thời gian sau khi Lê-hi chết ở châu Mỹ, con trai của Lê Hi là Nê Phi lo ngại rằng các anh của ông là Laman và Lê Mu Ên đang âm mưu giết ông và vì vậy ông đã âm mưu giết cả gia đình ông và những người theo ông rời đi và đi vào vùng hoang dã. Những người đi theo Nê Phi tự gọi mình là "người Nê Phi" và gọi những người khác là "dân La Man" lấy theo tên La Man là người anh cả của Nê Phi. Sau khi hai nhóm tách ra khỏi nhau, dân La Man phản loạn đã bị nguyền rủa và "bị khai trừ khỏi sự hiện diện của Chúa". Sau khi hai nhóm gây chiến trong nhiều thế kỷ, câu chuyện kể rằng Chúa Giê Su Ky Tô đã hiện đến với dân Nê Phi và dân La Man ngay chính hơn, là những người mà đến lúc đó đã cải đạo với số lượng lớn sang sự công chính trước mặt Chúa.
Ngay sau chuyến viếng thăm của Chúa Giê Su thì dân La Man và dân Nê Phi đã hợp nhất thành một quốc gia và cùng tồn tại trong hòa bình trong suốt hai thế kỷ. Sách Mặc Môn kể lại thêm: "Không có kẻ cướp hay kẻ giết người, cũng không có người La Man, cũng không có bất kỳ người thuộc tầng lớp nào; nhưng họ là một, con cái của Đấng Ky Tô, và những người thừa kế vương quốc của Thượng Đế". Tuy nhiên, đến 84 năm sau khi Đấng Christ giáng lâm thì đã có "một bộ phận nhỏ dân chúng đã phản nghịch giáo hội" lại bắt đầu tự gọi mình là người La Man. Những người ở lại một lần nữa được xác định là người Nê Phi, nhưng cả hai nhóm đều được cho là đã rơi vào tình trạng bội giáo. Sách Mặc Môn kể lại một loạt trận chiến lớn trong hai thế kỷ, kết thúc bằng sự kiện dân La Man tuyệt diệt dân Nê Phi.
Về mặt lịch sử, người Mặc Môn đã xác định người La Man chính là tổ tiên của người da đỏ Bắc Mỹ:53. Một số ấn phẩm của giáo phái lớn nhất trong phong trào Thánh Hữu Ngày Sau-The Church of Jesus Christ of Latter-day Saints (Giáo hội LDS) đã chấp nhận quan điểm này. Những người Mặc Môn thời kỳ đầu mong đợi một số lượng lớn người da đỏ Mỹ bản địa cải đạo sẽ đổ về Zion:79. Sau khi điều này không xảy ra, khái niệm người La Man bắt đầu mở rộng để chỉ về tất cả người dân bản địa châu Mỹ, rồi sau khi một số lượng lớn người Polynesia cải đạo, khái niệm này đã mở rộng để bao hàm cả những người Polynesia:135. Lời tường thuật trong kinh thánh về Hagoth đã được sử dụng để biện minh cho mối liên hệ này. Sự tồn tại của một quốc gia La Man không nhận được sự đồng trợ nào từ khoa học chính thống hoặc khảo cổ học. Các nghiên cứu di truyền chỉ ra rằng người Mỹ bản địa có liên quan đến những giống dân hiện tại ở Mông Cổ, Siberia và vùng lân cận ở Viễn Đông, còn và người Polynesia thì lại đến từ Đông Nam Á. Có ý kiến coi người La Man là một bộ tộc nhỏ trong số nhiều bộ tộc ở Châu Mỹ cổ đại, phần còn lại không được thảo luận trong sách Mặc Môn; hoặc một bộ tộc kết hôn với người Mỹ bản địa; hoặc một bộ tộc có nguồn gốc từ những người châu Á hiện đại từ tổ tiên du mục chung nhưng đã tách ra trước khi Lê Hi rời khỏi Giê-ru-sa-lem.

## Những ghi chép
Một vị tiên tri người La Man trong Sách Mặc Môn được Chúa sai đi thuyết giảng và cảnh cáo dân Nê Phi ngay trước khi Đấng Cứu Rỗi giáng sinh. Sa Mu Ên nói tiên tri về những điềm triệu liên quan đến sự giáng sinh và cái chết của Chúa Giê Su Ky Tô và về sự hủy diệt của dân Nê Phi (HLMan 13–16). Dân La Man tuân giữ các giáo lệnh của Thượng Đế. Họ trở nên ngay chính hơn dân Nê Phi. Sa Mu Ên bắt đầu giảng dạy dân La Man. Ông không bao giờ được nghe nói đến nữa giữa dân Nê Phi. Các con trai của Mô Si A giảng dạy phúc âm cho dân La Man. Hàng ngàn người dân La Man hối cải và gia nhập giáo hội (An Ma 23:4–5). Những người dân La Man mà gia nhập giáo hội tự gọi mình là dân An Ti-Nê Phi-Lê Hi, hay dân của Am Môn. Họ là những người dân tốt và siêng năng (An Ma 23:17–18; An Ma 27:26). Dòng dõi của Nê Phi (dân Nê Phi) và dòng dõi của các anh của ông (dân La Man) trở thành hai dân tộc văn minh (Нифайн үр удам (Нифайчууд) болон ах нарынх нь үр удам (Леменчүүд) агуу үндэстэн болов).
Những người dân La Man mà không hối cải tức giận dân của Am Môn và chuẩn bị đánh họ (An Ma 24:1–2). Dân của Am Môn biết rằng những người dân La Man tà ác sẽ đến giết họ nhưng quyết định không đánh trả lại. Họ hối cải việc giết người (An Ma 24:5–6). Họ chôn sâu vũ khí trong lòng đất và hứa với Thượng Đế rằng họ sẽ không bao giờ giết người nữa (An Ma 24:17–18). Khi dân La Man tà ác đến và bắt đầu chém giết họ, họ cúi đầu xuống đất và cầu nguyện (An Ma 24:21). Khi thấy rằng dân của Am Môn không chống trả lại, nhiều người dân La Man tà ác ngừng chém giết họ (An Ma 24:23–24).  Dân La Man hối hận vì đã giết người. Họ liệng khí giới mình xuống và gia nhập với dân Am Môn. Họ không tranh chiến nữa (An Ma 24:24–27). Nhiều người dân La Man nữa đến giết dân của Am Môn. Họ vẫn không chống trả và nhiều người đã bị giết chết (An Ma 27:2–3).
Theo Hê La Man 4–6 Một đạo quân Nê Phi ly khai và dân La Man đánh chiếm tất cả các vùng đất phía nam của dân Nê Phi, kể cả Gia Ra Hem La. Dân Nê Phi trở nên yếu đuối vì sự tà ác của họ. Nê Phi trao ghế xét xử cho Kê Giô Ram. Nê Phi và Lê Hi nhớ những lời của cha họ, Hê La Man, và họ hiến thân mình cho việc thuyết giảng phúc âm. Nhiều người ly khai đã hối cải và trở lại với dân Nê Phi. Sau khi Chúa bảo vệ Nê Phi và Lê Hi trong tù một cách kỳ diệu, đa số dân La Man được cải đạo và trả lại những vùng đất mà họ đã chiếm đóng cho dân Nê Phi. Trong một thời kỳ thịnh vượng, bọn cướp Ga Đi An Tôn gia tăng gấp bội. Nhiều người dân Nê Phi tham gia vào sự tà ác của chúng, dẫn đến sự thối nát của chính quyền Nê Phi. Hê La Man 13–16 Sa Mu Ên người La Man cảnh báo dân Nê Phi phải hối cải, nói tiên tri về cuộc hủy diệt cuối cùng của họ và báo trước điềm triệu kèm theo sự giáng sinh và cái chết của Chúa Giê Su Ky Tô. Những ai tin lời của ông đều chịu phép báp têm. Tuy nhiên, đa số dân chúng khước từ Sa Mu Ên và gạt bỏ những điềm triệu cũng như những điều kỳ diệu đã được ban cho.